# Koken (keizerin)
Keizerin Kōken (Japans: 孝謙天皇, Kōken-tennō) was de zesenveertigste keizer van Japan van het jaar 749 tot 758. Zij is tevens de zesde vrouw in deze positie en wordt in het heden beschouwd als een van de sterkste, zo niet meest controversiële vrouwelijke keizers in de Japanse geschiedenis.

## Levensloop

#### Keizerin Kōken
Kōken was de oudste dochter van keizer Shōmu (聖武天皇) en keizerin Kōmyō (光明皇后). In 749 werd zij als prinses Abe (阿倍皇女) tot de troon geroepen. Zij was toen eenendertig jaar oud en ongehuwd. Voor het eerst in de Japanse geschiedenis koos de regerende keizer een vrouw als troonopvolger. Aan het hof woedde een hevige polemiek rond haar kandidatuur en in de dajōkan 太政官, de Grote Staatsraad, steunden slechts drie van de vijftien leden de prinses. Kōken’s troonsbestijging maakte de kloof tussen Troon en Raad nog groter dan zij al was toen Kōken tot kroonprinses werd uitgeroepen. Als vrouw ging de nieuwe heerseres zware uitdagingen tegemoet.
Fujiwara no Nakamaro (藤原仲麻呂) vond een middel om onafhankelijk van de dajōkan keizerlijke bevelen uit te vaardigen en de keizerlijke hofhouding veilig te stellen. Samen met de keizerin-moeder Kōmyō, zijn beschermeling, veranderde hij de kōgōkyūshiki 皇后宮職, het Kabinet van de Keizerin, in een voluit ontwikkeld secretariaat met een leger (shibichūdai 紫微中台). Als hoofd van het nieuwe secretariaat kon hij zich verlaten op zijn personeel en zijn talrijke connecties onder de ritsuryō (律令)-ambtenarij. Bovendien bezorgde de zōtōdaijishi 造東大寺, het Departement voor de Bouw van de Tōdai-ji, Kōken en Nakamaro een tweede apparaat van ondergeschikten, die invloed hadden op verscheidene delen van het rijk.
Nakamaro dwong Tachibana no Moroe (橘諸兄) die als eerste minister en tegenstander van de keizerin het kabinet van de daijōkan beheerste, af te treden. Dit gebeurde naar aanleiding van een feestje, waar Moroe de huidige keizerin openlijk had bekritiseerd. De feitelijke macht kwam zodoende in handen van de Fujiwara-telg. Zo kon hij de keizerin dwingen zijn schoonzoon ōi(大炊王) tot kroonprins te benoemen. 
Hij slaagde erin haar te doen aftreden ten gunste van zijn protegé. Daarop trad de daijō-kōgō 太上皇后, de ex-keizerin toe tot de kloosterorde.

#### De afgetreden keizerin
Na haar troonsafstand raakte de ex-keizerin in de ban van de boeddhistische monnik Dōkyō (道鏡), die haar in 761 met zijn duistere krachten en esoterische rituelen wist te genezen van een ziekte. De aard van hun relatie is niet duidelijk, maar volgens de Nihon ryōiki (日本霊異記) deelden zij hetzelfde hoofdkussen.
Datzelfde jaar ergerde Kōken zich zo erg aan Junnin dat zij in een edict bepaalde dat zij zelf zou instaan voor de meer significante kwesties en dat de keizer voortaan slechts staatszaken van mindere belang zou beheren. Dit was niet naar de zin van Nakamaro die spoedig tegenmaatregelen trof. Maar Kōken liet zich niet van haar stuk brengen en plaatste Fujiwara no Masaki, die Nakamaro’s beleid wantrouwde, op de post van Raadslid van Midden, en benoemde de grote geletterde Kibi no Makibi (吉備真備) tot bouwopzichter van de Tōdaiji.
In 764 beraamden keizer Junnin en Nakamaro een staatsgreep om alle macht naar zich toe te trekken. Na het overlijden van haar moeder Kōmyō, die altijd Nakamaro onder haar bescherming nam, gaf Kōken haar nieuwe beschermeling Dōkyō zoveel macht en aanzien dat de afgunstige Nakamaro in actie schoot en het keizerlijke paleis met zijn leger wilde aanvallen. Het complot was uitgelekt en Kōken’s troepen stonden al klaar om de coup te weren. Nakamaro en zijn mannen moesten al snel het onderspit delven. De mislukte aanslag verschafte Kōken het perfecte voorwendsel om de twee trawanten buiten spel te zetten. Nakamaro en zijn familie werden terechtgesteld.

#### Keizerin Shōtoku
In 764 besteeg Kōken opnieuw de troon, deze keer als achtenveertigste keizer onder de naam Shōtoku (称徳天皇). Omdat zij eerder tot de kloosterorde was getreden, bekleedde zij nu de functie van keizerin als non.
Zodra Shōtoku weer op de troon zat, liet zij Dōkyō in rang verhogen. Ook benoemde ze Nakamaro’s oudere broer Toyonari (藤原豊成) tot Minister van Rechts (udaijin 右大臣) en verbande Junnin naar het eiland Awaji (淡路島).
Ze liet een edict uitvaardigen waarin stond dat Shōmu haar de bevoegdheid had gegeven naar eigen goeddunken een opvolger te kiezen. Namens haar vader liet ze eraan toevoegen dat alleen de personen die de keizer gewillig waren zich als troonpretendent kandidaat konden stellen. Met deze verklaring rechtvaardigde ze de afzetting van Junnin en tegelijk wekte zij de suggestie dat een persoon als Dōkyō het terecht verdiende om haar op te volgen.
Als Shōtoku's favoriet schopte Dōkyō het zo ver dat hij in 765 de post van daijōdaijin 太政大臣, opperminister gekoppeld aan die van zenji 禅師, meditatiemeester en in 766 de eretitel hōō 法王, koning van de Dharma kreeg. In 767 groeide zijn gezag nog meer dankzij de oprichting van de hōō kyūshiki法王宮職, het Keizerlijk Kabinet van de Koning.
Shōtoku voegde manschappen toe aan haar keizerlijke lijfwacht en plaatste hen onder de leiding van haar legeraanvoerder Fujiwara no Kurajimaro (藤原蔵下麻呂). Ze breidde de Staatsraad uit met nieuwe leden, die ze verwierf uit prinsen van keizerlijke bloede, boeddhistische priesters, provinciale aristocraten en de groep van Nakamaro’s tegenstanders.
In 769 zou het hoofd van het Departement van Kami Zaken, gelegen in Dazaifu (太宰府) een melding hebben gedaan. Hachiman (八幡神) zou namelijk het volgende orakel hebben uitgesproken: 'indien Dōkyō keizer wordt, zal het land rust vinden'.Volgens de Shoku Nihongi (続日本紀) was Dōkyō zeer verheugd over deze boodschap die eigenlijk lijnrecht inging tegen de onaantastbare regel dat de troon een exclusief prerogatief was van het keizershuis. De leider van de anti-Dōkyō factie raadde de keizerin aan dit orakel na te trekken. De keizerin droeg Wake no Kiyomaro (和気清麻呂) op Hachiman’s echte woorden uit te dokteren. Op dit punt deed Hachiman de volgende uitspraak: 'Wie niet tot de keizerlijke familie behoort, mag de troon niet bestijgen'. Ondanks dit orakel probeerde Dōkyō nog invloed uit te oefenen, maar na de dood van Kōken in 770 werd Dōkyō de laan uitgestuurd.

## Beleid
Onmiddellijk na Kōken’s troonsbestijging in 749 werd een keizerlijk rescript uitgevaardigd dat de naam van het nieuwe tijdperk bekendmaakte,  Tenpyō Shōhō 天平勝宝. Kōken’s beleid was dus gefocust op de handhaving van vrede en de bevordering van het Boeddhisme.

#### Steun aan het Boeddhisme
Kōken was bijzonder godsdienstig en liet reusachtige boeddhistische bouwwerken verwezenlijken. De voorkeursbehandeling die het boeddhisme genoot, bereikte haar hoogtepunt tijdens haar tweede regeertermijn, dat samenviel met de periode waarin de monnik Dōkyō op de voorgrond trad.
Na Dōkyō’s benoeming tot daijin-zenji volgden nog talrijke aanstellingen van priesters tot hoge posten zoals die van raadslid en keizerlijke adviseur.
De Chinese priester Ganjin (鑑真) kwam in 754 aan in Japan en zou instaan voor de wijdingsrituelen van keizerin Kōken en haar vader.
Vanaf 764 gold een verbod op de valkenjacht en werden periodieke ceremonies ingesteld om in naleving van de boeddhistische leer “levende wezens” vrij te laten in plaats van te doden. Datzelfde jaar kondigde de keizerin een edict af dat het boeddhisme boven de inheemse kamicultus stelde.
In 765 werd de denryō 田令, wet op landontginning herzien in het voordeel van de boeddhistische heiligdommen. Aristocraten en niet-boeddhistische instellingen mochten nog slechts 1 à 2 chō (町)(ca. 9917 à 19834 m²) grond ontginnen en bezitten. Er werd een grotere hoeveelheid toegestaan aan de boeddhistische heiligdommen, waarop de nieuwe wet niet van toepassing was. De Tōdaiji (東大寺) behield vierduizend chō, de Gangōji (元興寺) tweeduizend chō en andere grote tempels (de provincietempels inbegrepen) duizend chō elk.
Onder Kōken’s heerschappij werd ook de Daibutsuden 大仏殿, de Hal van de Grote Boeddha van de Tōdaiji-tempel (東大寺) opgetrokken. Het vereiste een budget dat overeenkwam met die van vijfduizend huishoudens verspreid over achtendertig provincies. Deze onderneming maakte deel uit van een overkoepelend project dat moest resulteren in de verwezenlijking van één miljoen mantra’s en houten pagodes, de fameuze hyakumantō (百万塔). Het grote standbeeld van Vairocana werd met veel uiterlijk vertoon ingewijd. De hele Nara-bureaucratie had de oud-keizer Shōmu, de keizerin-moeder Kōmyō en de hemelse soeverein Kōken vergezeld. Ongeveer zevenduizend hovelingen en een duizendtal monniken, die instonden voor heilig gezang, sacrale dansen en preken over Boeddha’s Leer, maakten het luisterrijke spektakel compleet. Dit was de meest indrukwekkende plechtigheid die een Japanse heerser ooit op touw had gezet.
Tegen de tijd dat prinses Kōken keizerin was geworden, had de pijlsnelle toename van clerici de handhaving van onderricht en registratieprocedures, opgelegd door de Wet op Monniken en Nonnen, onuitvoerbaar en dus nutteloos gemaakt. Toch vaardigden Kōken’s ministers bevelen uit die de normen voor de boeddhistische rite en de opleiding moesten vastleggen en zodoende de kwaliteit van de rite waarborgen.

#### Pogingen tot vredehandhaving
Kōken slaagde er niet in de hemelse vrede te bewaren. Sinds de epidemieën van 735-37 en de Hirotsugu-rebellie (広嗣の乱) van 740 ging het land op economisch vlak door een diep dal. Alsof dit niet volstond, werd een groot deel van de staatsinkomsten opgeëist voor de voltooiing van ambitieuze bouwprojecten. Het ging niet alleen om de aanleg van vier nieuwe hoofdsteden, maar ook om de oprichting van de grote Saidaiji (西大寺), de westerse tegenhanger van de Tōdaiji, en nog een reeks provincietempels. Terwijl de keizerin alles in het werk stelde om Boeddha’s spirituele kracht te richten op de bescherming van de staat, was het land verscheurd door interne conflicten, die uitgroeiden tot een burgeroorlog in 764. Het keizerlijke leger kwam als winnaar uit de strijd, maar Kōken overleed kort daarop. Haar favoriet Dōkyō werd verbannen naar de provincie Shimotsukee (下野国). Er kwam een einde aan het geslacht Tenmu (天武) dat bijna een eeuw lang de scepter had gezwaaid en dit luidde meteen het einde van de Naraperiode (奈良時代) in.